# Siopili Perez
Siopili Perez – polityk Tokelau – terytorium zależnego Nowej Zelandii.
23 lutego 2015 roku objął urząd szefa rządu (w jęz. tokelau Ulu-o) po Kuresie Nasau, który siedmiokrotnie obejmował to stanowisko. 10 marca 2016 roku jego rząd podał się do dymisji i nowym szefem rządu został Afega Gaualofa. Od 6 marca 2017 do 5 marca 2018 ponownie był szefem rządu, a 19 maja 2022 po raz trzeci objął ten urząd.